# Ampitatafika (Antanifotsy)
Ampitatafika è una città e comune del Madagascar situata nel distretto di Antanifotsy, regione di Vakinankaratra. 
La popolazione del comune rilevata nel censimento 2001 era pari a 31 802 unità.